# Bắn và chạy
Bắn rồi chạy là chiến thuật pháo binh bắn vào mục tiêu và ngay sau đó lập tức di chuyển ra khỏi vị trí vừa bắn để tránh bị quân địch phản pháo. Di chuyển và bắn mỗi khi dừng lại. Việc di chuyển làm tăng khả năng sống sót của đơn vị, không cần thêm đơn vị nào bảo vệ, như bộ binh chẳng hạn, vốn dĩ kết hợp đơn vị bảo vệ làm giảm sức chiến đấu nhiều đơn vị phối hợp.
Đồng thời, việc liên tục di chuyển sau các đợt bắn, cố định tại nhiều vị trí mới và tiếp tục bắn còn gây nhầm lẫn cho quân địch về số lượng của quân tấn công, như cuộc bao vây Saïo vào năm 1941. Đây là chiến thuật tấn công hiệu quả, khả năng di chuyển tránh thiệt hại, và tính năng gây nhầm lẫn dẫn đến áp lực tinh thần cho quân địch.

## Thuật ngữ
Trong Anh ngữ, "shoot and scoot" hay "hip shooting" (bắn và chạy) được trích trong trang 4A của USA Today vào ngày 20 tháng 1 năm 1991. Trước đó, "shoot and scoot" đã được NATO sử dụng từ thập niên 1960.

## Yêu cầu vũ khí
Để thực hiện chiến thuật này, lực lượng tấn công phải trang bị pháo tự hành, có khả năng di chuyển linh hoạt.
Trong trường hợp thiếu khả năng cơ giới giúp pháo di động, và do địa hình hiểm trở, có thể tiến hành kéo pháo bằng sức người, như trận Điện Biên Phủ vào năm 1954, lực lượng Việt Minh liên tục thay đổi vị trí đặt pháo, kéo pháo ra khỏi các sườn núi sau khi pháo kích các cứ điểm của Pháp, và đặt vào vị trí mới. Thay đổi này khiến hoạt động phản pháo và không kích của quân đội Pháp thất bại.

## Lịch sử
Trong thời đại vũ khí thuốc súng, chiến thuật này được sáng tạo và sử dụng lần đầu bởi lực lượng Katyusha của Liên Xô trong Thế chiến II.
"Shoot and scoot" được ghi nhận là đã được sử dụng bởi quân đội Anh ở Normandy vào năm 1944.
Chiến thuật này được quân đội nhân dân Việt Nam ghi lại về lối tác chiến của không quân Mỹ trong các cuộc không kích miền Bắc Việt Nam.

## Danh sách trận đánh có liên quan
Danh sách trận đánh có liên quan sử dụng chiến thuật bắn và chạy:
- Bao vây Saïo trong Chiến dịch Đông Phi năm 1941, chiến thuật được sử dụng bởi trung úy quân đội thuộc địa Bỉ là Leopold Dronkers-Martens, chống lại quân Ý.[6]
- Trận Cuito Cuanavale trong Nội chiến Angola, quân đội Nam Phi đã sử dụng chiến thuật này chống lại Lực lượng vũ trang nhân dân giải phóng Angola.
- Chiến tranh Vùng Vịnh, năm 1991,[3] "chiến thuật bắn và chạy" được sử dụng bởi quân Mỹ và đồng minh chống lại quân đội Iraq.
- Chiến tranh Kosovo[3]
- Chiến tranh Liban 2006, quân đội Israel đã gặp khó khăn trong việc xác định vị trí các bệ phóng tên lửa di động của quân Hezbollah.[3]
- Nội chiến Syria, quân đội chính phủ Syria đang áp dụng chiến thuật "bắn và chạy" để tránh bị tiêu diệt bởi loại tên lửa chống tăng TOW từ quân nổi dậy.[12]

...
Chiến thuật này cũng liên quan sử dụng các loại vũ khí cỡ nhỏ như súng cầm tay, và được sử dụng phổ biến trong chiến đấu bởi các tổ chức chiến binh Hồi giáo, như quân đội Taliban, du kích ở Iraq,...

## Các loại vũ khí chuyên dụng
- Panzerschreck
- Nebelwerfer
- Wurfrahmen 40
- AN/TPQ-37 Firefinder radar
- Katyusha
- MGR-1 Honest John

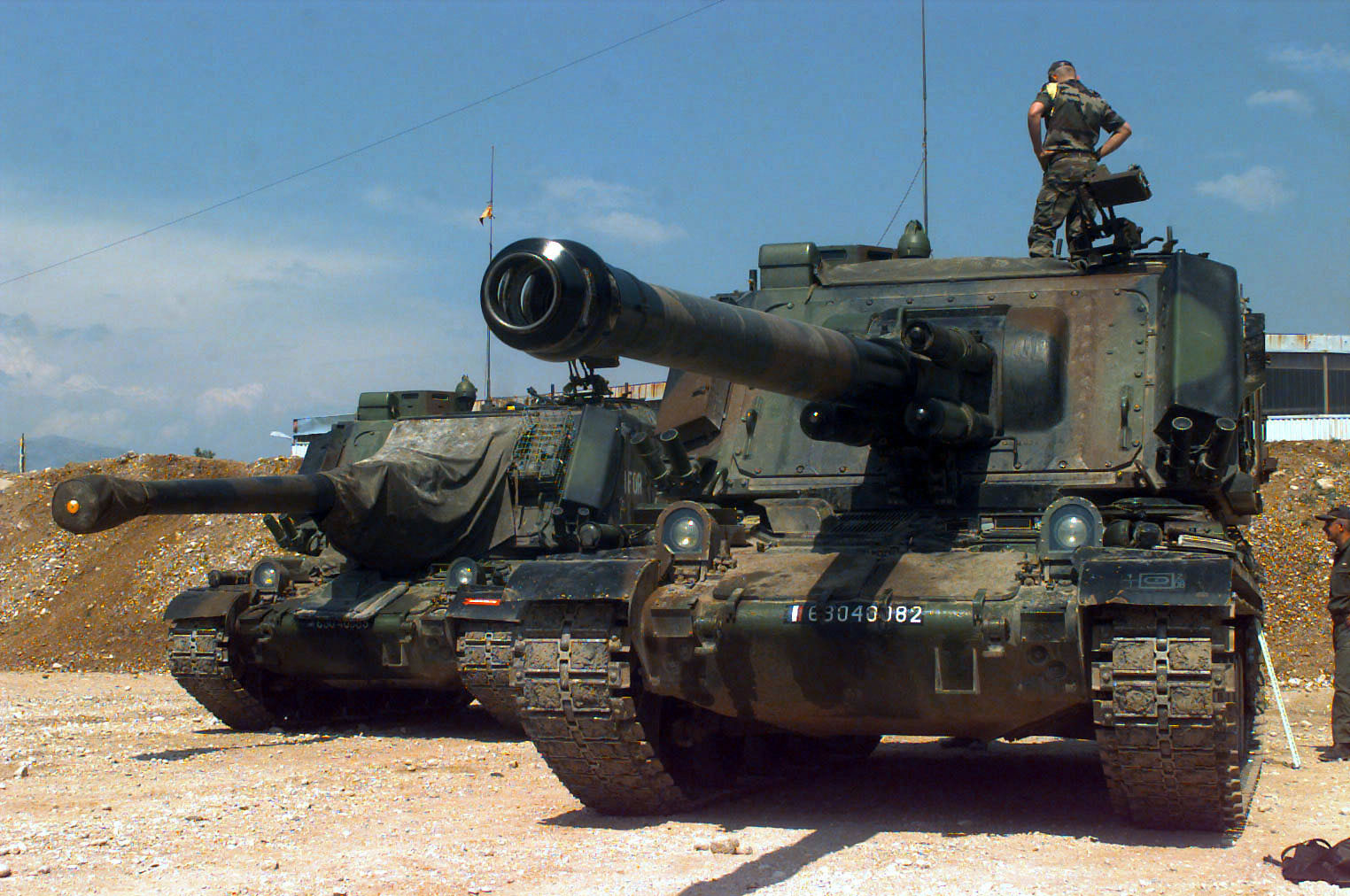
Pháo tự hành GCT 155mm trang bị của quân đội Pháp, một trong những vũ khí của chiến thuật "bắn và chuồn".

- Hệ thống Pháo phản lực bắn loạt M270
- Pháo tự hành M109
- Panzerhaubitze 2000
- As-90
- Pháo tự hành G6

### Sách
- Ben Kite (2016). Stout Hearts: The British and Canadians in Normandy 1944. Helion and Company.
- Cảnh Dương, Đông A (2007). Bí mật các chiến dịch không kích của Mỹ vào Bắc Việt Nam. NXB Công an nhân dân.
- David G. Gray (1991). Defense at Low Force Levels: The Effect of Force to Space Ratios on Conventional Combat Dynamics. Institute for Defense Analyses.
- Field Artillery Association (U.S.), United States. Department of Defense, United States. Department of the Army, Field Artillery School (Fort Sill, Okla.) (1999). Field Artillery (tập 6). US Field Artillery Association.{{Chú thích sách}}:  Quản lý CS1: nhiều tên: danh sách tác giả (liên kết)
- Jerold E. Brown (2001). Historical Dictionary of the U.S. Army. Greenwood Publishing Group.
- Tom Dalzell, Terry Victor (2015). The New Partridge Dictionary of Slang and Unconventional English. Routledge.
- Weller, George (1942). The Belgian Campaign in Ethiopia: A Trek of 2,500 Miles through Jungle Swamps and Desert Wastes . New York: Belgian Information Center. OCLC 1452395. Bản gốc lưu trữ ngày 4 tháng 5 năm 2019. Truy cập ngày 3 tháng 3 năm 2016.
- William Rosenau (2001). Special Operations Forces and Elusive Enemy Ground Targets: Lessons from Vietnam and the Persian Gulf War. Rand Corporation.